# 中興化成工業
中興化成工業株式会社（ちゅうこうかせいこうぎょう、英: Chukoh Chemical Industries, Ltd.）は、東京都港区に本社を置く、フッ素樹脂を主とした機能性樹脂加工製品の製造・販売を行う企業。
ガラスクロス、アラミドクロスへのフッ素樹脂含浸焼成ファブリック、粘着テープ、チューブ、成形加工品、多孔質製品といった数多くのフッ素樹脂を製品群を展開している。
特に建築用恒久屋根膜材については東京ドーム、北京オリンピック北京国家体育場、2010年FIFAワールドカップFNBスタジアム等世界各地の膜構造物で採用された世界的トップメーカー。2014年にグッドカンパニー大賞グランプリ受賞。2020年度に経済産業省認定グローバルニッチトップ企業100選に選出されている。

## 会社概要
1963年に九州の炭鉱会社中興鉱業が米国ダッジファイバーズ社から技術導入し設立した日本初のフッ素樹脂専門加工メーカー。 
半導体、自動車、化学、プラント、食品、包装、通信、建築、宇宙など、幅広い産業分野のフッ素樹脂製品を製造。
1985年から環境配慮型プラスチック製品（ブランド名：アミティ）の開発と製造も行う。生ゴミ用のコンポストバッグは全国50以上の自治体で採用。
2014年にグッドカンパニー大賞グランプリ受賞。
2017年にThe Chemours Company FC,LLC とTeflon™️商標の使用許諾契約を締結。
2020年に経済産業省認定2020年版グローバルニッチトップ企業100選、地域未来牽引企業に選定。
日本経済団体連合会（経団連）、九州経済連合会、日本弗素樹脂工業会、日本膜構造協会などに加入。

## 主要製品
ふっ素樹脂製品
- ファブリック（フッ素樹脂含浸クロス）
- 粘着テープ
- ベルト
- 銅張積層板
- 建築用屋根膜材
- チューブ・ホース
- 一体成形槽
- 射出成形品
- ライニング
- 加工用素材（フィルム・シート・ロッド・パイプ）
- 多孔質製品

その他高機能樹脂製品
- ポリイミド樹脂製品(フィルム、粘着テープ他)
- PEEK樹脂製品(粘着テープ、成形品他)
- シリコーン樹脂(粘着テープ他)
- 超高分子量ポリエチレン樹脂(粘着テープ他)
- ポリエステル樹脂(粘着テープ他)

環境配慮型プラスチック製品(生分解性プラスチック、バイオマスプラスチック)
- ストレッチフィルム
- コンポストバッグ
- ショッピングバッグ
- 土のう
- 育苗ポット
- 水切ネット
- 鉄筋カバー

## 事業所
- 本社：東京
- 支店：東京、名古屋、大阪、福岡
- 工場：松浦（長崎）、宇都宮（栃木）

## 海外拠点
- 営業拠点：中興化成貿易（上海）有限公司 ／ 中興化成（タイランド）株式会社
- 生産拠点：中興化成氟塑制品（常熟）有限公司

## 沿革
- 1963年（昭和38年）　日本ダッジファイバーズ株式会社　設立
- 1964年（昭和39年）　
  - 松浦工場　完成
  - 東京営業所　開設
  - 大阪出張所　開設
- 1965年（昭和40年）　名古屋出張所　開設
- 1966年（昭和41年）　
  - 戸塚工場　完成
  - 福岡出張所　開設
- 1974年（昭和49年）　横浜出張所　開設
- 1977年（昭和52年）　中興化成工業株式会社に社名変更
- 1978年（昭和53年）　株式会社 協立化工業に出資、グループ会社とする
- 1983年（昭和58年）　戸塚工場を横浜工場に改称
- 1985年（昭和59年）　生分解性プラスチックの商品開発　開始
- 1989年（平成10年）　宇都宮工場　完成
- 2004年（平成16年）　SC（ｽﾍﾟｼｬﾘﾃｨｺｰﾃｨﾝｸﾞ）本部　新設
- 2005年（昭和17年）　上海に中国駐在事務所　開設
- 2007年（昭和19年）　自動車用エアバッグのコーティング専用工場　完成
- 2008年（平成20年）　中興メンブレイン株式会　設立
- 2009年（平成21年）　中興ベルト株式会　設立
- 2010年（平成22年）　粘着テープ専用工場(F４松浦工場)　竣工
- 2011年（平成23年）　
  - 北関東営業所　開設
  - 現地法人　中興化成貿易（上海）有限公司　設立
  - 現地法人　中興化成氟塑制品（常熟）有限公司　設立
  - バンコク駐在事務所　開設
- 2012年（平成24年）　中興サポート株式会社　設立
- 2013年（平成25年）　合弁会社　中興晟溢科技有限公司　設立
- 2014年（平成26年）　
  - 現地法人　中興化成（タイランド）株式会社　設立
  - 第48回グッドカンパニー大賞グランプリを受賞
- 2015年（平成27年）　平成27年度ふるさと企業大賞（総務大臣賞）受賞
- 2017年（平成29年）　The Chemours Company FC,LLC とTeflon™️商標の使用許諾契約を締結
- 2018年（平成30年）　F1松浦工場　完成
- 2020年（令和2年）　 
  - ハタラクエール2020 福利厚生推進法人企業に認定[7]
  - 経済産業省認定2020年版グローバルニッチトップ企業100選に選定[8]
  - グッドデザイン賞に高透光膜材料が受賞。「私の選んだ一品」にも選出。[9][10]
  - 地域未来牽引企業に選定[11]
  - 令和2年度地方発明表彰 長崎県発明協会理事長賞受賞（建築用膜材への印刷方法）[12]
- 2021年（令和3年）
  - 第46回発明大賞 発明功労賞受賞（ふっ素樹脂膜材への印刷方法）[13]
  - 宇都宮工場の敷地内に新しい工場『宇都宮WEST WING』を竣工。建設面積2,000㎡。

- 2022年（令和4年）
  - 発明大賞　発明奨励賞受賞(高透光高強度ふっ素樹脂製膜材料)
  - ものづくり日本大賞　九州経済産業局長賞受賞(高透光高強度ふっ素樹脂膜材料)

- 2023年（令和4年）
  - F1松浦工場の敷地内に新工場のF1 EAST WING 1 を竣工

## グループ会社
- 中興ベルト株式会社
- 中興化成貿易（上海）有限公司
- 中興化成（タイランド）株式会社
- 中興化成氟塑制品（常熟）有限公司
- 株式会社 協立化工業